# Acrapex metaphaea
Acrapex metaphaea  là một loài bướm đêm thuộc họ Noctuidae. Nó được tìm thấy ở Châu Phi, bao gồm Zimbabwe và Nam Phi.
Sải cánh dài khoảng 26 mm.